# MasterChef Italia (prima edizione)
La prima edizione del talent show culinario MasterChef Italia, composta da 12 puntate, è andata in onda in prima serata su Cielo dal 21 settembre al 7 dicembre 2011, inoltre il 21 e il 28 dicembre sono state mandate in onda due speciali puntate dedicate ai retroscena e ai commenti dei protagonisti.
In questa versione non ci sono presentatori, i giudici sono i cuochi Bruno Barbieri e Carlo Cracco e il ristoratore Joe Bastianich (già giudice in MasterChef USA), e le puntate sono commentate dalle voci fuori campo di Simone D'Andrea e Luisa Ziliotto.
Il vincitore è stato Spyros Theodoridis, impiegato, che si è aggiudicato un assegno da 100.000 € e la possibilità di pubblicare il suo primo libro di ricette.
L'intera edizione è stata resa disponibile sul canale ufficiale YouTube di MasterChef Italia.

## Concorrenti
| Nome                        | Età | Città                      | Occupazione                         | Posizione | Prove vinte | Individuali | In brigata |
| --------------------------- | --- | -------------------------- | ----------------------------------- | --------- | ----------- | ----------- | ---------- |
| Spyros Theodoridis          | 37  | Modena                     | Impiegato                           | 1º        | 7           | 5           | 2          |
| Luisa Cuozzo                | 23  | Napoli                     | Studentessa di scienze politiche    | 2º        | 9           | 6           | 3          |
| Ilenia Bazzacco             | 38  | Asolo (TV)                 | Casalinga                           | 3º        | 6           | 3           | 3          |
| Immacolata "Imma" Gargiulo  | 38  | Sorrento (NA)              | Casalinga                           | 4º        | 9           | 3           | 6          |
| Giuseppe "Danny" D'Annibale | 30  | Frosinone                  | Studente di ingegneria              | 5º        | 5           | 2           | 3          |
| Federico Stefanini          | 28  | Parma                      | Grafico 3D                          | 6º        | 5           | 1           | 4          |
| Alberico Nunziata           | 34  | San Gennaro Vesuviano (NA) | Sergente aeronautica                | 7º        | 4           | 1           | 3          |
| Chiara Orioli               | 26  | Brescia                    | Personal trainer                    | 8º        | 4           | 1           | 3          |
| Enea Mazzoleni              | 23  | Bergamo                    | Restauratore architettonico         | 9º        | 3           | 0           | 3          |
| Anna Lupi                   | 48  | Verona                     | Ex ballerina                        | 10º       | 3           | 1           | 2          |
| Giada Serra                 | 20  | Varese                     | Studentessa di lingue orientali     | 11º       | 2           | 0           | 2          |
| Agnese Malatesti            | 33  | Roma                       | Organizzatrice di eventi            | 12º       | 0           | 0           | 0          |
| Alessandro De Sio           | 27  | Cava de' Tirreni (SA)      | Barman                              | 13º       | 0           | 0           | 0          |
| Diego Spatari               | 40  | Firenze                    | Skipper                             | 14º       | 1           | 0           | 1          |
| Davide Spadoni              | 23  | La Spezia                  | Impiegato                           | 15º       | 1           | 1           | 0          |
| Marìka Gennari              | 30  | Novara                     | Disoccupata                         | 16º       | 1           | 1           | 0          |
| Paolo Vidoz                 | 40  | Gorizia                    | Pugile, gestore di azienda agricola | 17º       | 0           | 0           | 0          |
| Fred Reitsma                | 58  | Livorno                    | Agente di commercio                 | 18º       | 0           | 0           | 0          |

### Tabella delle eliminazioni
|             | 2                | 3                      | 3                      | 4                      | 4                      | 5                 | 5                 | 6                | 6                | 7                   | 7                   | 8                 | 8                 | 9                | 9                | 10                 | 10                 | 11                  | 11                  | 12                  | 12                  |
| Mystery Box | Danny Luisa Imma | Davide Chiara Alberico | Davide Chiara Alberico | Alberico Agnese Spyros | Alberico Agnese Spyros | Luisa Ilenia Enea | Luisa Ilenia Enea | Imma Giada Danny | Imma Giada Danny | Spyros Ilenia Luisa | Spyros Ilenia Luisa | Imma Danny Spyros | Imma Danny Spyros | Luisa Danny Imma | Luisa Danny Imma | Imma Ilenia Spyros | Imma Ilenia Spyros | Luisa Ilenia Spyros | Luisa Ilenia Spyros | Spyros Ilenia Luisa | Spyros Ilenia Luisa |
| Spyros      | SALVO            | SALVO                  | ULTIMI 8               | SALVO                  | ULTIMI 7               | ULTIMI 3          | PRIMI 6           | SALVO            | ULTIMI 5         | PRIMO               | PRIMI 4             | ULTIMI 3          | ULTIMI 4          | ULTIMI 3         | ULTIMI 2         | PRIMO              | ULTIMI 2           | ULTIMI 2            | ULTIMI 3            | IMMUNE              | VINCITORE           |
| Luisa       | SALVA            | SALVA                  | ULTIMI 8               | SALVA                  | PRIMI 7                | SALVA             | ULTIMI 6          | SALVA            | PRIMI 5          | ULTIMI 3            | ULTIMI 4            | SALVA             | ULTIMI 4          | PRIMA            | ULTIMI 5         | ULTIMI 3           | PRIMI 2            | SALVA               | PRIMA               | PRIMA               | SECONDA             |
| Ilenia      | PRIMA            | SALVA                  | ULTIMI 8               | SALVA                  | PRIMI 7                | SALVA             | ULTIMI 6          | ULTIMI 3         | ULTIMI 5         | SALVA               | PRIMI 4             | SALVA             | PRIMI 3           | SALVA            | PRIMA            | ULTIMI 3           | ULTIMI 3           | PRIMA               | ULTIMI 2            | ELIMINATA           |                     |
| Imma        | SALVA            | SALVA                  | PRIMI 8                | SALVA                  | PRIMI 7                | SALVA             | PRIMI 6           | SALVA            | PRIMI 5          | ULTIMI 3            | PRIMI 4             | SALVA             | ULTIMI 2          | ULTIMI 3         | ULTIMI 5         | SALVA              | PRIMI 2            | ...ULTIMA...        | ELIMINATA           |                     |                     |
| Danny       | SALVO            | SALVO                  | ULTIMI 8               | SALVO                  | PRIMI 7                | SALVO             | ULTIMI 6          | PRIMO            | PRIMI 5          | SALVO               | ULTIMI 4            | ULTIMI 3          | PRIMI 3           | SALVO            | ULTIMI 5         | ...ULTIMO...       | ELIMINATO          |                     |                     |                     |                     |
| Federico    | ULTIMI 3         | ULTIMI 3               | PRIMI 8                | SALVO                  | ULTIMI 2               | SALVO             | PRIMI 6           | SALVO            | ULTIMI 5         | SALVO               | PRIMI 4             | PRIMO             | PRIMI 3           | ...ULTIMO...     | ELIMINATO        |                    |                    |                     |                     |                     |                     |
| Alberico    | SALVO            | SALVO                  | PRIMI 8                | SALVO                  | PRIMI 7                | ULTIMI 3          | PRIMI 6           | ULTIMI 3         | ULTIMI 5         | SALVO               | ULTIMI 4            | ...ULTIMO...      | ELIMINATO         |                  |                  |                    |                    |                     |                     |                     |                     |
| Chiara      | SALVA            | SALVA                  | PRIMI 8                | PRIMA                  | PRIMI 7                | SALVA             | ULTIMI 6          | SALVA            | PRIMI 5          | SALVA               | ELIMINATA           |                   |                   |                  |                  |                    |                    |                     |                     |                     |                     |
| Enea        | ULTIMI 3         | SALVO                  | PRIMI 8                | SALVO                  | ULTIMI 7               | SALVO             | PRIMI 6           | SALVO            | PRIMI 5          | ELIMINATO           |                     |                   |                   |                  |                  |                    |                    |                     |                     |                     |                     |
| Anna        | SALVA            | SALVA                  | PRIMI 8                | ULTIMI 3               | PRIMI 7                | PRIMA             | ULTIMI 6          | SALVA            | ELIMINATA        |                     |                     |                   |                   |                  |                  |                    |                    |                     |                     |                     |                     |
| Giada       | SALVA            | SALVA                  | PRIMI 8                | SALVA                  | ULTIMI 7               | SALVA             | PRIMI 6           | ELIMINATA        |                  |                     |                     |                   |                   |                  |                  |                    |                    |                     |                     |                     |                     |
| Agnese      | SALVA            | SALVA                  | ULTIMI 8               | SALVA                  | ULTIMI 7               | SALVA             | ELIMINATA         |                  |                  |                     |                     |                   |                   |                  |                  |                    |                    |                     |                     |                     |                     |
| Alessandro  | SALVO            | SALVO                  | ULTIMI 8               | ULTIMI 3               | ULTIMI 7               | ELIMINATO         |                   |                  |                  |                     |                     |                   |                   |                  |                  |                    |                    |                     |                     |                     |                     |
| Diego       | SALVO            | SALVO                  | PRIMI 8                | SALVO                  | ELIMINATO              |                   |                   |                  |                  |                     |                     |                   |                   |                  |                  |                    |                    |                     |                     |                     |                     |
| Davide      | SALVO            | ULTIMI 3               | ULTIMI 8               | ELIMINATO              |                        |                   |                   |                  |                  |                     |                     |                   |                   |                  |                  |                    |                    |                     |                     |                     |                     |
| Marìka      | SALVA            | PRIMA                  | ELIMINATA              |                        |                        |                   |                   |                  |                  |                     |                     |                   |                   |                  |                  |                    |                    |                     |                     |                     |                     |
| Paolo       | SALVO            | ELIMINATO              |                        |                        |                        |                   |                   |                  |                  |                     |                     |                   |                   |                  |                  |                    |                    |                     |                     |                     |                     |
| Fred        | ELIMINATO        |                        |                        |                        |                        |                   |                   |                  |                  |                     |                     |                   |                   |                  |                  |                    |                    |                     |                     |                     |                     |

     Il concorrente è il vincitore dell'intera edizione

     Il concorrente vince una prova che lo porta direttamente in finale

     Il concorrente vince l'Invention Race ed accede alla finale

     Il concorrente è il vincitore dell’invention test 

     Il concorrente fa parte della squadra vincente ed è salvo

     Il concorrente è il vincitore della sfida esterna ed è salvo

     Il concorrente fa parte della squadra perdente ma non deve affrontare il pressure Test

     Il concorrente fa parte della squadra perdente, deve affrontare il pressure test e si salva

     Il concorrente è il peggiore del pressure test e affronta il duello, ma si salva 

     Il concorrente non partecipa alla sfida esterna e affronta direttamente il pressure Test 

     Il concorrente è tra i peggiori ma non è  eliminato

     Il concorrente è eliminato

     Il concorrente perde la sfida finale 

## Prove
- Mystery box: i concorrenti devono realizzare in 60' un piatto usando tutti o alcuni dei dieci ingredienti rivelati all'apertura delle scatole. I tre giudici assaggiano i tre piatti più interessanti, e l'aspirante cuoco vincitore della prova avrà un vantaggio in quella successiva. Una variante consiste nell'usare obbligatoriamente l'unico ingrediente presente nella scatola, mentre nella prima edizione si è visto il sorteggio di alcuni carrelli della spesa, l'utilizzo esclusivo della cottura al vapore e la creazione di un piatto da abbinare a un vino;
- Invention test: i tre giudici assegnano un tema a cui gli aspiranti cuochi dovranno ispirarsi e il vincitore della Mystery box potrà scegliere l'ingrediente obbligatorio tra i tre proposti e avrà un certo tempo a disposizione per scegliersi gli ingredienti in dispensa, mentre gli altri concorrenti ne avranno solo la metà. La durata di questa prova è variabile, e qui i tre giudici, dopo aver assaggiato tutti i piatti, nomineranno sia il vincitore della prova (che potrà scegliere la propria squadra nella sfida in esterna, oltre ad avere altri vantaggi) sia i tre cuochi col risultato peggiore, e tra questi ultimi c'è l'eliminato (o colui che dovrà sottoporsi al duello);
- Sfida esterna: in questa prova gli aspiranti si dividono in due squadre (o si sfidano tra loro) e devono preparare dei piatti da servire in una particolare situazione. Il vincitore dell'Invention test può scegliersi i componenti di una squadra e, se previsto, i piatti da preparare, o avere un particolare vantaggio. Uno o più convenuti giudicheranno la squadra migliore, mentre la peggiore dovrà sottoporsi al Pressure test;
- Pressure test: questa prova a cui si sottopongono i concorrenti della squadra che ha perso la sfida in esterna è variabile: la più frequente è cucinare un piatto in poco tempo, e qui il peggiore è eliminato, oppure devono indovinare il maggior numero di ingredienti tra quelli disponibili (all'assaggio o alla vista) o il loro peso, e in questo caso chi ne indovina di meno è eliminato. Può anche capitare che il peggiore vada al duello.
- Il duello: visto nelle ultime puntate. Il concorrente peggiore dell'Invention test deve sfidare il peggiore del Pressure test e il perdente sarà eliminato. Nella prima edizione è stato sempre il primo ad avere la peggio.

## Dettaglio delle puntate

### Prima puntata
Data: Mercoledì 21 settembre 2011

#### Episodio 1
Dopo diversi no, Luisa, Spyros, Daniele, Davide e Ilenia riescono a conquistare il grembiule di Masterchef.

#### Episodio 2
L'episodio si apre con la conquista dei grembiuli di Alberico ed Enea. A seguire, alcuni no e altri grembiuli, tra cui quello di Agnese, che ha avuto una seconda possibilità di proseguire la strada verso la Masterclass.

### Seconda puntata
Data: Mercoledì 28 settembre 2011

#### Episodio 3 (Ultima selezione)
I 40 che hanno ottenuto il grembiule devono tagliarle le cipolle attraverso due tecniche: "cubetti" e "giuliana". I giudici osservano il loro lavoro e decidono, a seconda di quanto hanno realizzato, se farli passare allo step successivo oppure eliminarli. Laura, Fabrizio, Irene, Christian, Ida, Daniele, Marina, Assunta, Alfiero, Francesco, Maria e Matteo si tolgono il grembiule, mentre tutti gli altri concorrenti passano alla fase successiva. 

Nella terza e ultima fase i concorrenti hanno a disposizione un uovo a testa e devono prima realizzare in 30 minuti un piatto con protagonista l'uovo. I giudici assaggiano e decretano l'ingresso nella Masterclass di Diego, Fred, Agnese, Giada, Davide, Ilenia, Paolo, Enea, Chiara, Spyros, Danny, Alessandro, Anna, Federico, Luisa, Imma, Marìka e Alberico, mentre Marina, Daniela, Ciro, Massimo, Nico, Kevina, Lorena, Enrico, Alberto e Gabriella si tolgono il grembiule.

#### Episodio 4
Partecipanti: Agnese, Alberico, Alessandro, Anna, Chiara, Danny, Davide, Diego, Enea, Federico, Fred, Giada, Ilenia, Imma, Luisa, Marìka, Paolo, Spyros. 
- Mistery Box
  - Ingredienti:  Orzo, quaglia, birra scura, uova, farina, burro, zucca, limone, fagioli risina, acciughe.
  - Piatti migliori:  Quaglia croccante (Luisa), Ravioli di quaglia (Danny), Quaglia curiosa (Imma).
  - Vincitore:  Danny.
- Invention Test
  - Tema:  Benvenuti al sud.
  - Proposte:  Fichi d'India, cicerchia, mandorle siciliane. Danny sceglierà questi ultimi.
  - Piatto migliore:  La domenica con sorpresa (Ilenia).
  - Piatti peggiori:  Folla di vongole (Federico), Branzino di Apollo (Fred), Branzino all'acqua pazza (Enea).
  - Eliminato:  Fred

### Terza puntata
Data: Mercoledì 5 ottobre 2011

#### Episodio 5
Partecipanti:  Agnese, Alberico, Alessandro, Anna, Chiara, Danny, Davide, Diego, Enea, Federico, Giada, Ilenia, Imma, Luisa, Marìka, Paolo, Spyros. 
- Mistery Box
  - Ingredienti: Ziti, sgombro, farina di castagne, chicchi di caffè, mezza verza, burro, zucchero, marsala, pomodori, un uovo.
  - Piatti migliori:  Ziti allo sgombro (Chiara), Timballo di ziti (Alberico), Ziti con pomodoro e verza (Davide).
  - Vincitore:  Davide
- Invention Test
  - Tema:  La frutta.
  - Proposte:  Frutta candita, frutta secca, frutta fresca. Davide sceglierà questi ultimi.
  - Piatto migliore:  Torta di mele con salsa di prugne (Marìka).
  - Piatti peggiori:  Sentiero in agrodolce (Federico), Purcel minimal (Paolo), Tartare di salmone con insalatina veloce e lonza (Davide).
  - Eliminato: Paolo

#### Episodio 6
Partecipanti: Agnese, Alberico, Alessandro, Anna, Chiara, Danny, Davide, Diego, Enea, Federico, Giada, Ilenia, Imma, Luisa, Marìka, Spyros. 
- Prova in esterna
  - Sede: Porto della Spezia, cacciatorpediniere Andrea Doria (D 553).
  - Ospiti: 100 marinai.
  - Presidente di commissione:  Comandante Fabrizio Cerrai.
  - Squadra rossa:  Alberico (caposquadra), Federico, Chiara, Anna, Diego, Enea, Giada, Imma.
  - Squadra blu: Marìka (caposquadra), Spyros, Agnese, Davide, Ilenia, Luisa, Danny, Alessandro.
  - Piatti del menù:  Lasagne arcobaleno, Creme caramel (squadra rossa), Insalata di mare, Saltimbocca alla romana (squadra blu).
  - Vincitori:  Squadra rossa.
- Pressure Test
  - Sfidanti: Marìka, Spyros, Agnese, Davide, Ilenia, Luisa, Danny, Alessandro.
  - Prima prova: Indovinare il maggior numero di ingredienti contenuti nella zuppa preparata da Bruno Barbieri (si salvano Danny, Alessandro, Ilenia, Agnese, Spyros, Luisa, Davide).
  - Eliminata:  Marìka.

### Quarta puntata
Data: Mercoledì 12 ottobre 2011

#### Episodio 7
Partecipanti: Agnese, Alberico, Alessandro, Anna, Chiara, Danny, Diego, Enea, Federico, Giada, Ilenia, Imma, Luisa, Davide, Spyros. 
- Mistery Box
  - Ingredienti: Farro spezzato, pomodori maturi, melanzane, seitan tritato, patata, salicornia o asparagi di mare, tofu, spinaci, zucchine, uova.
  - Piatti migliori:  Ragù di seitan con farro, verdure e tofu grigliato (Spyros), Gnocchi di pomodoro con seitan e verdure (Alberico), Melanzane ripiene con seitan e rotolini di tofu e spinaci (Agnese).
  - Vincitore:  Alberico.
- Invention Test
  - Tema:  La pasta fatta in casa.
  - Ospiti:  Stefano Bicocchi in arte Vito e la signora Ambra.
  - Proposte:  Pasta ripiena, lasagne, tagliatelle. Alberico ha scelto la pasta ripiena.
  - Piatto migliore:  Tortellini in brodo (Chiara).
  - Piatti peggiori:  Carbonara sbagliata (Anna), Sombrero (Alessandro), Boomerang (Davide).
  - Eliminato:  Davide

#### Episodio 8
Partecipanti: Agnese, Alberico, Alessandro, Anna, Chiara, Danny, Diego, Enea, Federico, Giada, Ilenia, Imma, Luisa, Spyros. 
- Prova in esterna
  - Sede: Turano Lodigiano, palazzo Calderari.
  - Ospiti: 60 invitati.
  - Presidente di commissione:  La sposa Francesca.
  - Squadra rossa:  Alessandro (caposquadra), Agnese, Diego, Enea, Federico, Giada, Spyros.
  - Squadra blu:  Chiara (caposquadra), Luisa, Alberico, Danny, Ilenia, Imma, Anna.
  - Piatti del menù:  Involtino di branzino, Risotto con capesante, Gamberoni in crosta di sesamo (squadra rossa), Carne salada, Crespelle ai cinque formaggi, Petto d'anatra (squadra blu).
  - Vincitori:  Squadra blu.
- Pressure Test
  - Sfidanti:  Alessandro, Agnese, Diego, Enea, Federico, Giada, Spyros.
  - Prima prova: Indovinare il maggior numero di tipi di carne (si salvano Alessandro, Agnese, Enea, Giada, Spyros).
  - Seconda prova: Diego e Federico, i peggiori della prima prova, devono realizzare in 5 minuti la maionese (si salva Federico).
  - Eliminato:  Diego.

### Quinta puntata
Data: Mercoledì 19 ottobre 2011

#### Episodio 9
Partecipanti: Agnese, Alberico, Alessandro, Anna, Chiara, Danny, Enea, Federico, Giada, Ilenia, Imma, Luisa, Spyros. 
- Mistery Box
  - Ingrediente da utilizzare: Polpo.
  - Altri ingredienti: Patate viola, piselli, capperi sotto sale, riso selvaggio, spaghetti alla chitarra, passata di pomodoro, olive, friselle, farina di mais.
  - Piatti migliori:  Cilindro di polpo (Enea), Profumo di mediterraneo (Ilenia), Primavera (Luisa).
  - Vincitore:  Luisa.
- Invention Test
  - Tema:  I dolci.
  - Ospite:  Luigi Biasetto
  - Proposte:  Pasta frolla, pan di Spagna, profiteroles. Luisa ha scelto il pan di Spagna.
  - Piatto migliore:  Torta che piace a mio figlio (Anna).
  - Piatti peggiori:  Torta cioccolato e menta (Alessandro), Cheesecake con philadelphia e frutti di bosco (Spyros), Torta al caffè e crema di mascarpone (Alberico).
  - Eliminato:  Alessandro

#### Episodio 10
Partecipanti: Agnese, Alberico, Anna, Chiara, Danny, Enea, Federico, Giada, Ilenia, Imma, Luisa, Spyros. 
- Prova in esterna
  - Sede: Genova, Stadio Luigi Ferraris.
  - Ospiti: 40 bambini.
  - Presidente di commissione:  40 bambini.
  - Squadra rossa:  Anna (caposquadra), Chiara, Ilenia, Agnese, Luisa, Danny.
  - Squadra blu:  Imma (caposquadra), Alberico, Enea, Federico, Giada, Spyros.
  - Piatti del menù:  Cheeseburger vegetariano, Bruschette di caponata, Patate arrosto, Torta di carote (squadra rossa), Polpette di verdure, Stelline di pizza, Torta di zucchine, Rolls vegetali, Crostini con dadolata di verdure, Biscotti alla carota (squadra blu).
  - Vincitori:  Squadra blu.
- Pressure Test
  - Sfidanti:  Anna, Chiara, Ilenia, Agnese, Luisa, Danny.
  - Prima prova:  Preparare il purè di patate in 8 minuti scegliendo tra patate nuove, patate vecchie e patate rosse (si salvano Anna, Chiara, Danny, Ilenia e Luisa).
  - Eliminata:  Agnese.

### Sesta puntata
Data: Mercoledì 26 ottobre 2011

#### Episodio 11
Partecipanti:  Alberico, Anna, Chiara, Danny, Enea, Federico, Giada, Ilenia, Imma, Luisa, Spyros. 
- Mistery Box
  - Ingredienti: Cavolo, cipolla di Tropea, barbabietola, triglie, peperoni rossi, pomodori, ribes, filetto di manzo, uva, riso rosso.
  - Piatti migliori:  Red temptation (Danny), Involtini Ying Yang (Giada), Tramonto rosso (Imma).
  - Vincitore:  Imma.
- Invention Test
  - Tema:  La montagna.
  - Proposte:  Formaggio d'alpeggio, fieno, rabarbaro, ginepro e quercia, funghi. Imma ha scelto fieno, rabarbaro, ginepro e quercia.
  - Piatto migliore:  Aria di montagna (Danny).
  - Piatti peggiori:  Brasato di selvaggina (Alberico), Fagiano agli aromi (Ilenia), Costatine di cervo (Giada).
  - Eliminata:  Giada.

#### Episodio 12
Partecipanti: Alberico, Anna, Chiara, Danny, Enea, Federico, Ilenia, Imma, Luisa, Spyros. 
- Prova in esterna
  - Sede:  Roma, ambasciata d'Australia.
  - Ospiti: 12 invitati.
  - Presidente di commissione:  David Ritche, ambasciatore dell'Australia.
  - Squadra rossa:  Alberico (caposquadra), Anna, Federico, Ilenia, Spyros.
  - Squadra blu:  Danny (caposquadra), Luisa, Chiara, Imma, Enea.
  - Piatti del menù:  Insalata d'anatra all'outback, Carrè d'agnello marinato, Pavlova classica (Squadra rossa), Vellutata di zucca e mele, Pollo al lemongrass, Pavlova moderna (Squadra blu).
  - Vincitori:  Squadra blu.
- Pressure Test
  - Sfidanti:  Alberico ha la possibilità di scegliere due persone della sua squadra da mandare al Pressure Test e sceglie Anna e Federico. Sono salvi Alberico, Ilenia e Spyros.
  - Prima prova:  Anna e Federico hanno 20 minuti di tempo per cuocere tre filetti di carne rispettivamente al sangue, cottura media e ben cotto (si salva Federico).
  - Eliminata:  Anna.

### Settima puntata
Data: Mercoledì 2 novembre 2011

#### Episodio 13
Partecipanti:  Alberico, Chiara, Danny, Enea, Federico, Ilenia, Imma, Luisa, Spyros. 
- Mistery Box
  - Ingrediente da utilizzare: Galletto disossato.
  - Altri ingredienti:  Uova, mortadella, lardo, prosciutto, spinaci, straculo di maiale, carote, cipolle, fegatelli, parmigiano.
  - Piatti migliori:  Pollo ripieno con fegatini alla veneziana (Ilenia), Pollo 'mbuttunato (Luisa), Pollo ripieno con trito di prosciutto, mortadella e parmigiano (Spyros).
  - Vincitore:  Spyros.
- Invention Test
  - Tema:  Il mare.
  - Ospite:  Moreno Cedroni.
  - Proposte:  Pesce, crostacei e molluschi. Spyros sceglie il pesce e ha la possibilità di seguire i consigli di Moreno Cedroni.
  - Piatto migliore:  Bocconcini di San Pietro con purè di topinambur e cavolo rosso (Spyros).
  - Piatti peggiori:  Le 4 stagioni dell'alice (Imma), Alici imbottite (Luisa), Sformatino di San Pietro (Enea).
  - Eliminato:  Enea.

#### Episodio 14
Partecipanti: Alberico, Chiara, Danny, Federico, Ilenia, Imma, Luisa, Spyros. 
- Prova in esterna
  - Sede:  Cernobbio, piazza comunale.
  - Ospiti:  La cittadina di Cernobbio.
  - Presidente di commissione:  -
  - Ospite:  Gino Sorbillo.
  - Squadra rossa:  Spyros (caposquadra), Federico, Ilenia, Imma.
  - Squadra blu:  Luisa (caposquadra), Alberico, Chiara, Danny.
  - Piatti del menù:  Pizza (entrambe le squadre)
  - Vincitori:  Squadra rossa.
- Pressure Test
  - Sfidanti:  Luisa, Alberico, Chiara, Danny.
  - Prima prova:  Realizzare un fritto misto all'italiana in 40 minuti (si salvano Alberico, Danny e Luisa).
  - Eliminata:  Chiara.

### Ottava puntata
Data: Mercoledì 9 novembre 2011

#### Episodio 15
Partecipanti:  Alberico, Danny, Federico, Ilenia, Imma, Luisa, Spyros. 
- Mistery Box
  - Ingredienti:  Spaghetti, riso, trancio di tonno, mele, pomodori, alici, mango, cavolo nero, prosciutto e melone, zucca, bicchiere di vino, ciotola con pistacchi, uvetta, pinoli e mandorle.
  - Ospite:  Ricky Tognazzi.
  - Piatti migliori:  Sesso (Imma), Supercazzola (Danny), Gay pride (Spyros).
  - Vincitore:  Imma.
- Invention Test
  - Tema:  L'India.
  - Proposte:  Pollo, legumi, agnello. Imma sceglie il pollo.
  - Novità:  Rispetto agli altri Invention Test in questo c'è la novità dello scambio di cestini. Luisa cede il suo cestino ad Alberico, Alberico il suo lo passa ad Ilenia, Ilenia a Luisa, Danny a Federico, Federico a Spyros, Spyros a Danny. Imma non cambia il cestino in qualità di migliore della Mistery Box.
  - Ospite:  La signora Rajaletchumi Joythimayananda, detta Rajam (solo all'assaggio)
  - Piatto migliore:  Yellow Chicken (Federico).
  - Piatti peggiori:  Pollo al curry (Spyros), Viaggio a Londra (Alberico), Pulao (Danny).
  - Sconfitto:  Alberico (non parteciperà alla prova in esterna e sfiderà a duello il peggiore del Pressure Test dell'episodio 16)

#### Episodio 16
Partecipanti:  Danny, Federico, Ilenia, Imma, Luisa, Spyros. 
- Prova in esterna
  - Sede:  Gallarate, scalo merci intermodale.
  - Ospiti:  50 camionisti.
  - Presidente di commissione:  -
  - Squadra blu:  Federico (caposquadra), Danny, Ilenia.
  - Squadra rossa:  Imma (caposquadra), Luisa, Spyros.
  - Piatti del menù:  Carne grigliata e verdure (squadra rossa e squadra blu)
  - Vincitori:  Squadra blu.
- Pressure Test
  - Sfidanti:  Imma, Luisa, Spyros.
  - Prima prova:  Indovinare ad occhio il peso di alcuni alimenti (si salvano Luisa e Spyros)
  - Sconfitta:  Imma.
- Duello
  - Sfidanti:  Alberico, Imma.
  - Prova:  Cucinare un piatto di spaghetti al pomodoro in 10 minuti (si salva Imma).
  - Eliminato:  Alberico.

### Nona puntata
Data: Mercoledì 16 novembre 2011

#### Episodio 17
Partecipanti:  Danny, Federico, Ilenia, Imma, Luisa, Spyros. 
- Mistery Box
  - Ingredienti:  Mozzarella di bufala, scialatielli, lupini, salsiccia, pomodori, scarola, melanzana, paranza, panetto di pasta lievitata, colatura di alici.
  - Ospite:  Tosca D'Aquino.
  - Piatti migliori:  I malavoglia (Danny), Nonno Angelo (Luisa), Femmena (Imma).
  - Vincitore:  Luisa.
- Invention Test
  - Tema:  La palude.
  - Proposte:  Lumache, anguille, rane. Luisa ha scelto quest'ultimo.
  - Piatto migliore:  Antipasto di rane in pastella (Luisa).
  - Piatti peggiori:  Rane al latte con salsa di cipolla e gorgonzola (Federico), Risotto di rane con salsa allo zafferano e funghi (Spyros), Dadaumpa (Imma).
  - Sconfitto:  Federico (non parteciperà alla prova in esterna e sfiderà a duello il peggiore del Pressure Test dell'episodio 18)

#### Episodio 18
Partecipanti:  Danny, Ilenia, Imma, Luisa, Spyros. 
- Prova in esterna
  - Sede:  Sandrigo, Villa Sesso Schiavo Confraternita del baccalà alla vicentina.
  - Ospiti:  Componenti della confraternita.
  - Presidente di commissione:  Fausto Fabris, Mario Santagiuliana, Lina Tomedi.
  - Piatti del menù:  Baccalà alla vicentina (rispetto alle altre prove in esterna in questa i partecipanti gareggiano singolarmente e non in squadra)
  - Vincitore:  Ilenia.
- Pressure Test
  - Sfidanti:  Danny, Imma, Luisa, Spyros.
  - Prima prova:  Preparare la salsa bernese nel minor tempo possibile. Il primo che termina dice stop e tutti si devono fermare. (si salvano Danny, Imma e Luisa)
  - Sconfitto:  Spyros.
- Duello
  - Sfidanti:  Federico, Spyros.
  - Prova:  Preparare la panna cotta in 20 minuti (si salva Spyros).
  - Eliminato:  Federico

### Decima puntata
Data: Mercoledì 23 novembre 2011

#### Episodio 19
Partecipanti:  Danny, Ilenia, Imma, Luisa, Spyros. 
- Il carrello degli altri
- Rispetto alle altre puntate la Mistery Box viene sostituita dalla prova Il carrello degli altri. Ogni concorrente pesca un biglietto dove c'è scritto il carrello assegnato. Spyros pesca il carrello del goloso, Luisa il carrello della "modella", Danny il carrello della nonna, Imma il carrello dello sportivo, Ilenia il carrello del single. 
  - Piatti migliori:  Tagliata golosona (Spyros), Mariti fuori (Ilenia), Pasticcio di pasta (Imma).
  - Vincitore:  Imma.
- Invention Test
  - Tema:  L'alta cucina.
  - Ospite:  Davide Scabin.
  - Proposte di piatti:  Budino salato di scampo, Filetto di fassone impanato alla torinese, Rognone al gin. Imma ha scelto la seconda scelta.
  - Piatto migliore:  Spyros.
  - Piatti Peggiori:  Danny, Ilenia, Luisa.
  - Sconfitto:  Danny (non parteciperà alla prova in esterna e sfiderà a duello il peggiore del Pressure Test dell'episodio 20)

#### Episodio 20
Partecipanti:  Ilenia, Imma, Luisa, Spyros. 
- Prova in esterna
  - Sede:  Milano, Gran Visconti Palace Hotel.
  - Giuria:  Clara Barra, Andrea Grignaffini, Edoardo Raspelli.
  - Squadra rossa:  Spyros (caposquadra), Ilenia.
  - Squadra blu:  Imma (caposquadra), Luisa.
  - Piatti del menù:  Filetto di maiale con crema di finocchi, Triglie marinate su crema di riso (squadra rossa), Risotto al cuore di bue e seppie, Dolce con ricotta e pera (squadra blu)
  - Vincitori:  Squadra blu
- Pressure Test
  - Sfidanti:  Spyros, Ilenia.
  - Prima prova:  Cucinare in 20 minuti il maggior numero di uova all'occhio di bue.
  - Sconfitto:  Spyros.
- Duello
  - Sfidanti:  Danny, Spyros.
  - Prova:  Cucinare in 90 minuti la Crème brûlée.
  - Eliminato:  Danny

### Undicesima puntata
Data: Mercoledì 30 novembre 2011

#### Episodio 21
Partecipanti: Ilenia, Imma, Luisa, Spyros. 
- Mistery Box
  - Ingredienti: Verdure, sogliola, pomodori, gamberi rossi, braciola di vitello, erbe, uova di quaglia, uova fresche,  capperi, wasabi. Sotto la scatola c'è una vaporiera.
  - Piatti migliori: Antipasto light (Luisa), Involtini allegri (Spyros), Gamberi bischerati (Ilenia).
  - Vincitore: Luisa.
- Invention Test
  - Tema: L'infanzia dei giudici.
  - Proposte: Elisir di sambuco (Barbieri), Anguria (Cracco), Burro d'arachidi (Bastianich). Luisa ha scelto quest'ultimo.
  - Piatto migliore: Senza paura (Ilenia).
  - Piatti peggiori: Pollo all'americana (Spyros), Astoria, New York (Imma).
  - Sconfitta: Imma (non parteciperà alla prova in esterna e sfiderà a duello il peggiore del Pressure Test dell'episodio 22).

#### Episodio 22
Partecipanti: Ilenia, Luisa, Spyros. 
- Prova in esterna
  - Sede: Franciacorta, L'Albereta Resort Ristorante Gualtiero Marchesi.
  - Supervisore e presidente della commissione: Gualtiero Marchesi.
  - Piatti assegnati ai concorrenti: Dripping di pesce (Ilenia), Filetto alla Rossini (Spyros), Tre gusti per un dolce (Luisa).
  - Vincitore: Luisa.
- Pressure Test
  - Sfidanti: Ilenia, Spyros.
  - Prima prova: Preparare 3 piatti. Bucatini all'amatriciana, Spaghetti alla carbonara, Rigatoni cacio e pepe in 30 minuti. (si salva Spyros).
  - Sconfitta: Ilenia.
- Duello
  - Sfidanti: Ilenia, Imma.
  - Prova: Preparare in 15 minuti una tartare di carne.
  - Eliminata: Imma.

### Dodicesima puntata
Data: Mercoledì 7 dicembre 2011

#### Episodio 23 - Semifinale
Partecipanti: Ilenia, Luisa, Spyros. 
- Mistery Box
  - Ingrediente principale: Vino "vespa bianco" di Joe Bastianich. Gli ingredienti per realizzare il piatto sono a scelta dei concorrenti. Il piatto si deve abbinare al vino.
  - Piatto migliore: Trionfo di pesce (Spyros). Spyros accede direttamente alla finale.
- Invention Race
  - Sfidanti: Ilenia, Luisa.
  - Proposte:  Passatelli al sugo di pesce alla romagnola (Barbieri), Ragù alla bolognese (Cracco), Strudel di mele (Bastianich).
  - Vincitore: Luisa (seconda finalista).
  - Eliminata: Ilenia.

#### Episodio 24 - Finale
Partecipanti: Luisa, Spyros.
- Ristorante di Masterchef
  - Menù di Luisa: Ravioli bianchi e neri ripieni di burrata su crema di cannellini e acqua di cozze, Capesante su crema di patate soffiata su riduzione di porto e scorzone, Tortino caldo di ricotta con cuore di lamponi e mousse di cioccolato con touile.
  - Menù di Spyros: Ravioli di scampi e seppie su letto di spinaci con salsa al foie gras e tartufo nero, Rollé di dentice con prosciutto crudo e astice su salsa al melograno, Tortino di cioccolato e gelatina di albicocche.
- Vincitore della prima edizione di MasterChef Italia: Spyros Theodoridis.

## Ascolti
| 1- Provini | 21 settembre 2011 | Cielo | 124 000 | 0,50% |
| 2          | 28 settembre 2011 | Cielo | 209 000 | 0,80% |
| 3          | 5 ottobre 2011    | Cielo | 257 000 | 1,00% |
| 4          | 12 ottobre 2011   | Cielo | 298 000 | 1,10% |
| 5          | 19 ottobre 2011   | Cielo | 329 000 | 1,20% |
| 6          | 26 ottobre 2011   | Cielo | 254 000 | 0,90% |
| 7          | 2 novembre 2011   | Cielo | 387 000 | 1,40% |
| 8          | 9 novembre 2011   | Cielo | 343 000 | 1,20% |
| 9          | 16 novembre 2011  | Cielo | 433 000 | 1,60% |
| 10         | 23 novembre 2011  | Cielo | 352 000 | 1,20% |
| Semifinale | 30 novembre 2011  | Cielo | 500 000 | 1,70% |
| Finale     | 7 dicembre 2011   | Cielo | 702 732 | 2,60% |
| Media      | Media             | Media | 349 000 | 2,16% |